# منصور النقيدان
منصور النقيدان كاتب وصحفي إماراتي، عضو مؤسس في صحيفة الوطن السعودية ، ذو اتجاهات علمانية وليبرالية. تسرب من التعليم قبل حصوله على الشهادة المتوسطة. تبنى مواقف إسلامية متطرفة أدت إلى دخوله للسجن، قام بمراجعات ذاتية ونقدية داخل السجن أنتجت تحولات وانعطافات فكرية مختلفة مع سابقتها. نشرت مقالاته في عدد من الجرائد الخليجية والعالمية.

## العائلة
متزوج وأب لطفلين.

## العمل
مدير مركز المسبار المتخصص في دراسة الحركات الإسلامية والظاهرة الثقافية عموماً.

## التطرف
في سنوات مراهقته التحق بمجموعة إسلامية متشددة تدعى إخوان بريدة، وهي جماعة تنادي بالتقشف والزهد والالتزام بتعاليم محمد بن عبد الوهاب. وعلى أثرها تسرب من التعليم الحكومي في المرحلة الدراسية المتوسطة لصالح التعليم الإسلامي الشرعي. انضم منصور إلى حلقات العلم والكتاتيب لدراسة الفقه وعلوم الشريعة بتوجيه من العلماء في مدينته بريدة 1985 حتي 1991.اتم حفظ القرآن في سن الثامنة عشر، في عام 1990 كان منصور متأثرا من التحول الحاصل في المملكة العربية السعودية بعد احتلال العراق للكويت ووجود قوات التحالف الدولي على الأراضي السعودية، في ذلك لوقت نادى دعاة الإسلام السياسي بمعارضة الحكومة، وفي منتصف عام 1991 مع مجموعة من الناشطين قام باحراق محلات الفيديو في بريدة، ولذلك حكم عليه بالسجن لمدة سنتين وثمانية أشهر.

## مرحلة التحول في أفكار منصور النقيدان
بدأ تحوله الأيديولوجي في منتصف التسعينات عندما بدأ باعادة قراءة التراث الإسلامي المكتوب باقلام المفكرين المسلمين من المغرب والأردن. (1) في عام 1999 نشر مقالته الأولى التي سلطت الضوء على الخلاف بين المدرسة العقلية والمدرسة النقلية في الفترة المبكرة من الحضارة الإسلامية، وأدي ذلك إلى نبذه من قبل العلماء ومن قبل زملائه ورفاقه في دربه. (1)، (3)، (4) في ديسمبر عام 2002 ونشرت له مقابلة في منتدى إسلامي على شبكة الإنترنت صرح فيها بجرأة عن أفكاره الدينية والمذهبية نال على اثرها انتقادات قاسية من قبل العلماء المسلمين. حججه المزعجة لرجال الدين من بوؤته حكما 75بـ جلدة (2) وفتوى تكفير وإهدار الدم أو اعلان الاستتابة العلنية (5). مقالات تدور حول الأفكار والقضايا الدينية الإسلامية السنية، كما أنه يكتب عن التاريخ الديني في المملكة العربية السعودية، وقضايا الإيمان والتناقض حول مفهومها عند الأجداد في الإسلام. بالإضافة إلى ذلك، فهو يكتب عن تاريخ الشخصيات الدينية السعودية في العصر الحديث. (4),(7),(8) منصور النقيدان وصفه المؤرخ البريطاني روبرت ليسي بأنه أحد الشخصيات المؤثرة في الجيل الجديد من الشباب السعودي (4). نجح منصور النقيدان في تغيير تفكيره وحياته وتحول من الإمام الإسلامي إلى العلماني. وهو يناظر ويساجل ضد الإرهاب والعنف في العالم الإسلامي معرضاً حياته للخطر من أجل ذلك (6)، في عين الليبراليين السعوديين يعد منصور النقيدان بارقة الامل فمن خلال تحوله من عالم اسلامي إلى ليبرالي نشط يمثل صورة لما يأمل الليبرالين به من في المجتمع السعودي.
وقد عرضت قناة العربية عام 2005م فيلماً وثائقياً اسمه (منصور النقيدان بين تيارين) عن حياة النقيدان وأفكاره وتحولاته الفكرية.

## الكتابة الصحفية والدراسات
كرس منصور نفسه للكتابة، ونشر مقالاته في جريدة الحياة ومجلة المجلة. وبالإضافة إلى ذلك شارك في تأسيس صحيفة الوطن في المملكة العربية السعودية عن طريق الإشراف على صفحة دينية من أيلول / سبتمبر 2000 حتى سبتمبر 2002. من نيسان / أبريل 2003.
نشر منصور مقالاته في المطبوعات العربية والدولية مثل صحيفة الوقت البحرينية وصحيفة الرياض وصحيفة نيويورك تايمز والواشنطن بوست ومجلة النيوزويك العربية، وصحيفة الاتحاد الإماراتية.
من أهم أعماله:
- خارطة الإسلاميين في المملكة العربية السعودية
- دراسة عن هيئة الأمر بالمعروف والنهي عن المنكر في المملكة العربية السعودية.

## المؤلفات
- (قصة وفكر المحتلين للمسجد الحرام) [بالاشتراك مع آخرين]. صدر عن مركز المسبار للدراسات والبحوث عام 2011م.[7]
- (التصوف في السعودية وفي الخليج) [بالاشتراك مع آخرين]. صدر عن مركز المسبار للدراسات والأبحاث عام 2011م.[8]
- (الملوك المحتسبون: الأمر بالمعروف والنهي عن المنكر في السعودية 1927-2007). صدر عن مركز المسبار للدراسات والبحوث عام 2012م.[9]
- (إخوان بريدة وهابيون متصوفون).

## وصلات خارجية
- صفحة مقالات منصور النقيدان في صحيفة عاجل الإلكترونية
- صفحة منصور النقيدان على جودريدز
- لقاء منصور النقيدان في حديث الخليج فيديو على يوتيوب